# Château de la Maltroye
Le château de la Maltroye est un château moderne situé  à Chassagne-Montrachet (Côte-d'Or) en Bourgogne-Franche-Comté.

## Localisation
Le château est situé en village au 16 rue de la Murée.

## Historique
La seigneurie de Chassagne est ancienne : en 1275, Jeanne de Chagny et de Gergy fait donation irrévocable de tout ce qu’elle y possède à Pierre Desrée. Un siècle plus tard, c’est Marguerite de Vienne qui tient du duc la maison forte et la ville. En 1445, les habitants contribuent pour 120 livres tournois à la réparation des fortifications. En 1481, Jehan d'Oizelet seigneur de Chassagne, vend à François de Ferrières, seigneur de Saffres et de Santenay, la maison forte « fermée de deux fossés en retour et de pans de murs ». En 1522, le bailli l’astreint à faire les réparations exigées depuis 1519 et oblige les habitants au service de garde[réf. souhaitée]. 
Au XVIIe siècle, le château est représenté sur une plate-forme rectangulaire entourée de fossés en eau. Les grands côtés sont occupés par deux bâtiments d'habitation flanqués de tourelles d'escalier hors-œuvre et l'entrée se fait par une tour-porche avec portes charretière et piétonne sur un petit côté du rectangle. L’ensemble est fortement remanié au siècle suivant et en 1794, « la grosse tour carrée par laquelle on entre dans la cour est entièrement dans le cas d'être démolie (et) la tour carrée au sud-ouest … jusqu'à la hauteur des bâtiments »[réf. souhaitée].

## Architecture
Le château de la Maltroye est un ensemble complexe constitué d’un grand bâtiment rectangulaire du XVIIIe siècle  à un étage carré orienté nord-sud garni de deux pavillons à l’ouest et de communs en retour d'équerre à l'angle sud-est qui présentent des éléments architecturaux plus anciens. En effet l'Atlas des routes montre qu'en 1759 la maison forte aujourd'hui disparue - un bâtiment rectangulaire entouré de fossés - se dressait en limite sud du château actuel et ces communs ne seraient qu’un ré-emploi de son ancienne aile nord, au-dessus de caves du XVe siècle. L'entrée, au sud du pavillon sud, est défendue par deux murs percés chacun d'une porte charretière plein-cintre avec porte piétonne[réf. souhaitée].